# Reseda armena
Reseda armena är en resedaväxtart som beskrevs av Pierre Edmond Boissier. Reseda armena ingår i släktet resedor, och familjen resedaväxter. Utöver nominatformen finns också underarten R. a. scabridula.